# Lactarius cocosmus
Lactarius cocosmus é um fungo que pertence ao gênero de cogumelos Lactarius na ordem Russulales. Encontrado no Togo, foi descrito cientificamente por Van de Putte e De Kesel em 2009.